# Hanging Hills
Die Hanging Hills von Süd-Zentral-Connecticut in den Vereinigten Staaten sind ein Höhenzug aus vulkanischem Basalt („trap rock“)  nördlich und östlich der Städte Meriden bzw. Southington und der Quinnipiac-Niederung. Sie erheben sich bis zu 900 ft (274 m) über die Umgebung. Die Hanging Hills sind ein Teil des Metacomet Ridge, der sich vom Long Island Sound bei New Haven (Connecticut) nach Norden durch das Connecticut River Valley von Massachusetts bis an die Grenze von Vermont zieht. Die Berge sind ein beliebtes Naherholungsziel, bekannt für seine besonderen mikroklimatischen Ökosysteme, seltene Pflanzengemeinschaften und Panorama-Aussichten von den Klippen, die bis zu 700 ft (213 m) aus der Ebene aufsteigen. Im Gebiet der Hanging Hills liegt auch der 1800 acre (7,3 km²) große Hubbard Park, der mit Unterstützung des Landschaftsarchitekten Frederick Law Olmsted angelegt wurde. Der Wanderweg Metacomet Trail verläuft über die Berge.

## Geographie

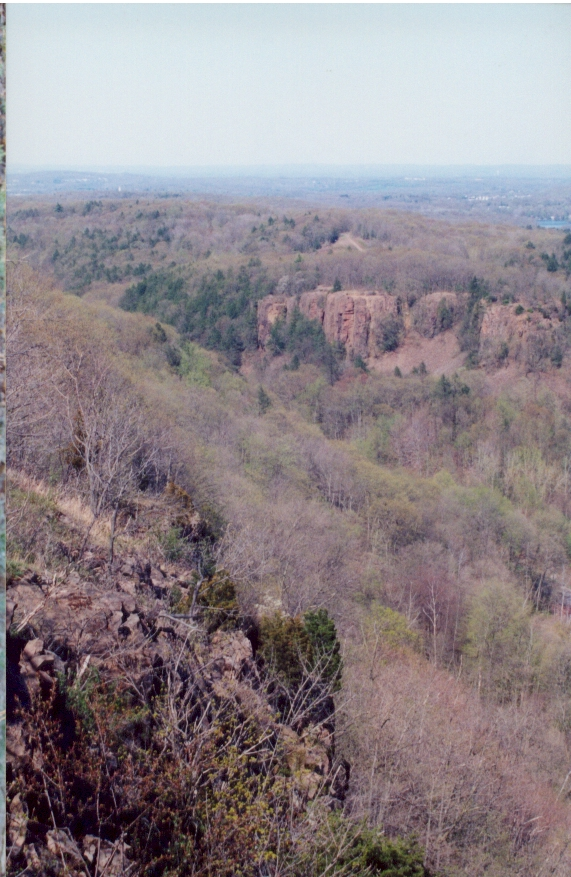
Cathole Mountain von South Mountain aus gesehen.

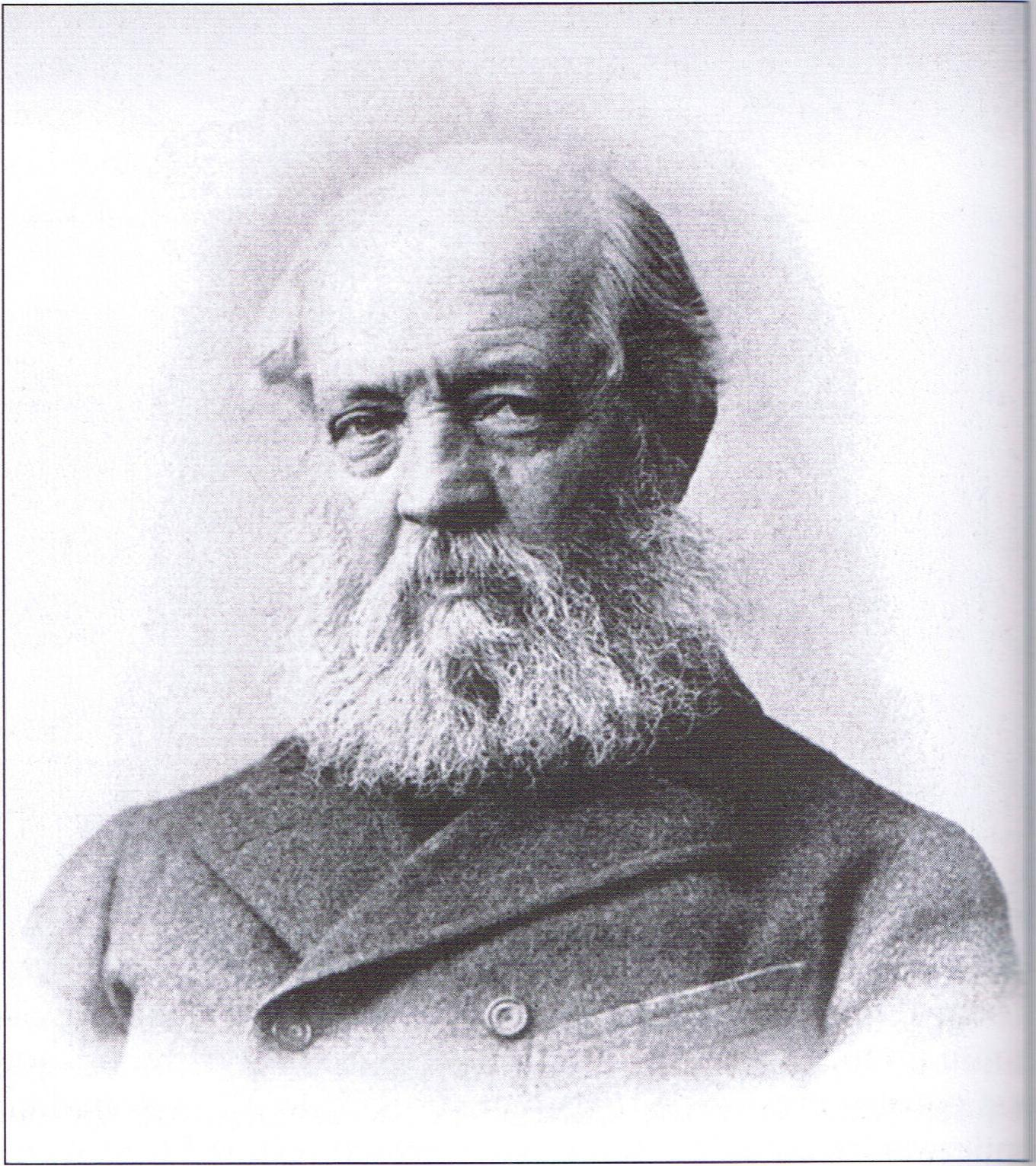
Frederick Law Olmsted

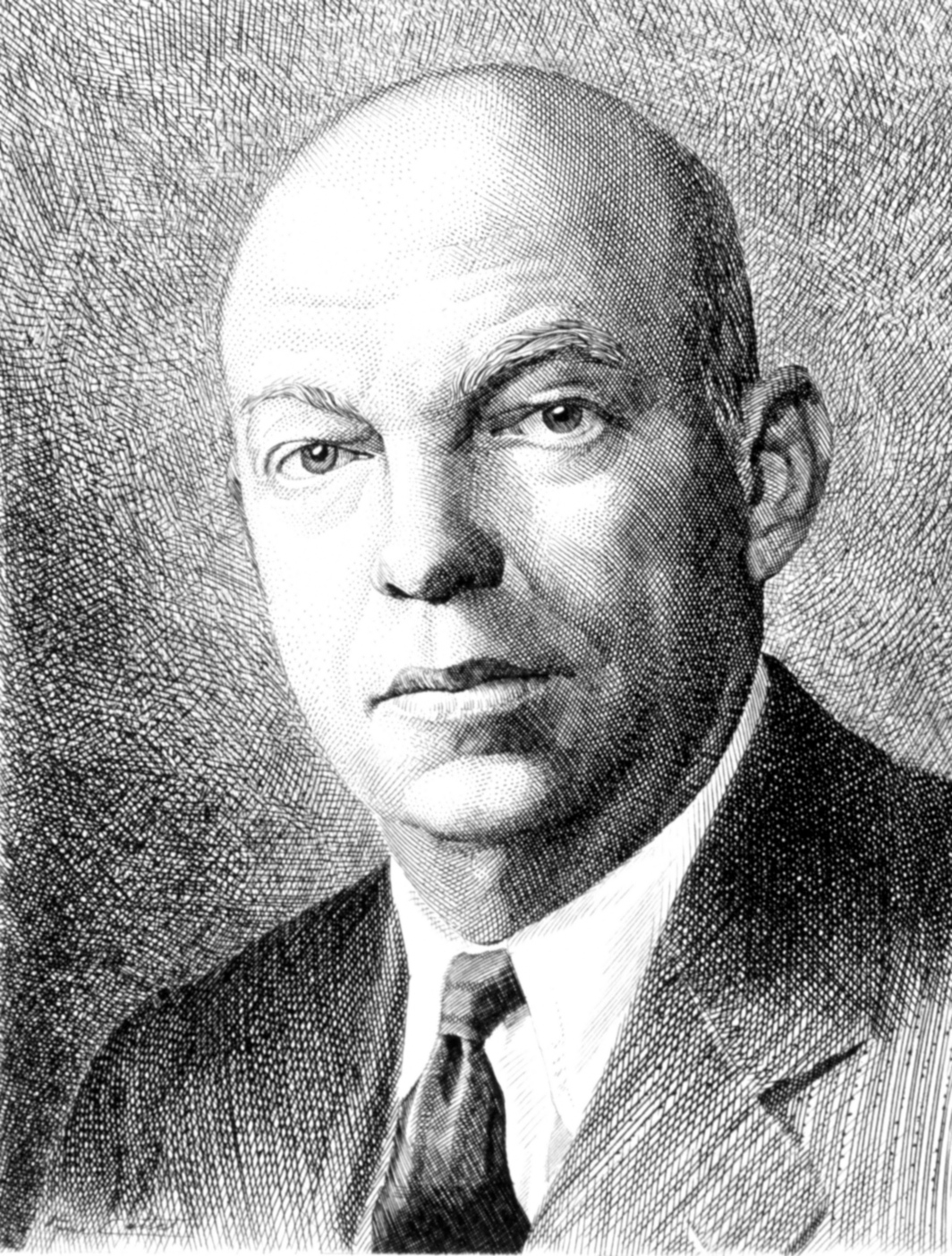
Edwin Armstrong

Der Höhenzug liegt im Gebiet der Städte Meriden, Southington und Berlin. Er ist annähernd hufeisenförmig, mit Klippen, die nach Süden und Westen zeigen. Die wichtigsten Anhöhen sind, von Ost nach West, Cathole Mountain 515 ft (157 m), South Mountain 767 ft (234 m), East Peak 976 ft (297 m) und West Peak 1024 ft (312 m). Castle Craig ist ein kleiner Steinturm, der 1900 auf dem East Peak errichtet wurde. Der Metacomet Ridge setzt sich nördlich der Hanging Hills als Short Mountain und Ragged Mountain fort und südöstlich als Lamentation Mountain.
Süden, Osten und Westen der Hanging Hills entwässern in den Quinnipiac River und damit in den Long Island Sound. Die Nordseite entwässert in den Mattabesett River, einen anderen Nebenfluss des Connecticut River. Mehrere bedeutende Stauseen und natürliche Gewässer liegen in den Hanging Hills oder an  deren Hängen, unter anderem Kenmere Reservoir, Hallmere Reservoir, Elmere Reservoir, Beaver Pond, Silver Lake, Mirror Lake und Slopers Ponds.

## Geologie
Die Hanging Hills sind vor ca. 200 Mio. Jahren durch bruchtektonische Prozesse während der geologischen Zeitalter Trias und Jura entstanden. Sie bestehen aus Basalt, einem quarzarmen Vulkangestein. Basalt hat eine dunkle Farbe, aber durch das enthaltene Eisen färbt sich das Gestein bei Verwittertung an der Luft rostbraun. An vielen Abhängen entwickeln sich auch große Geröllhalden (scree); besonders deutlich ausgeprägt beispielsweise am Fuß des East Peak, wo dieser sich über dem Merimere Reservoir erhebt. Die Basaltklippen sind das Produkt mehrerer massiver Lavaergüsse, die aus mehreren hundert Metern Tiefe in Bruchzonen aufstiegen, als Nordamerika von Eurasien und Afrika wegdriftete. Diese Ergüsse verliefen über einen Zeitraum von 20 Mio. Jahren. Die Erosion, die in den Zeiträumen zwischen den Eruptionen wirksam war, ließ dicke Schichten von Sedimenten zwischen den Lavaschichten entstehen, die letztendlich zu Sedimentgesteinen verfestigt wurden. Im Endeffekt entstand eine „Schichttorte“ (layer cake) aus Basalt und Sedimentschichten, die durch tektonische Prozesse aufbrach und deren Stücke sich gegeneinander vertikal verschoben. Die einsetzende Erosion trug in der Folge die weicheren Sedimentgesteine schneller wieder ab und hinterließ die Kanten der Basaltschichten, die heute die klaren Linien der Klippen und die Klippen bilden. Später schabten Gletscher den Basalt am Südrand der Bergkette ab und schufen überhängende Klippen. In der Region von Meriden bildeten zahlreiche nordöstlich ausgerichtete Bruchlinien die Kanäle für die Vulkanergüsse und die sich anlagernden Sedimentgesteine. Mehrere dieser Bruchlinien durchbrechen den Metacomet Ridge nördlich von Meriden. Erosion durch Wasser und Gletscher schuf Canyons entlang dieser Bruchlinien und teilte den Basaltrücken dort in die fingerförmigen Hanging Hills. Das Merimere Reservoir wurde in dem Tal zwischen East Peak und South Mountain angelegt.

## Geschichte
Der Hubbard Park in den Hanging Hills wurde von Walter Hubbard finanziert, einem Unternehmer und Präsident der Bradley & Hubbard Manufacturing Company. Hubbard verpflichtete den berühmten Landschaftsarchitekten Frederick Law Olmsted für die Anfertigung der Entwürfe.
Edwin Howard Armstrong, ein Pionier des Network Radio, der den UKW-Rundfunk (FM Radio) erfand, benutzte West Peak 1939 als Übertragungsort für eine der ersten UKW-Radio-Übertragungen. Der damals benutzte Radiomast mit einer Höhe von 70 ft (21 m) steht noch immer auf dem Gipfel. Gegenwärtig ist der West Peak Standort für sieben FM-Stationen: WPKT, WWYZ, WKSS, WDRC-FM, WZMX, WHCN und WMRQ-FM.

## Ökologie
Die Hanging Hills beherbergen eine Reihe von mikroklimatischen Biotopen, die für Neuengland ungewöhnlich sind. Trockene, heiße Bergkämme sind Standorte für oak savannas (Eichen-Savannen), die von Kastanien-Eiche (Chestnut Oak) und einigen Grasarten und Farnen im Unterholz dominiert werden. Virginischer Wacholder (Juniperus virginiana, Eastern red cedar), eine besonders trockenheitstolerante Art, klammert sich an die steinigen Ränder der Klippen. Kühlere Nordhänge tragen oft ausgedehnte Bestände der Kanadischen Hemlocktanne (Tsuga canadensis, eastern hemlock) zwischen den von Eichen und Hickory dominierten Laubwäldern, die auch in den umgebenden Niederungen vorkommen. In schmalen Schluchten beschatten dichte Hemlock-Bestände den Boden und lassen dort feuchte, kühle Biotope entstehen, in denen auch Pflanzen wachsen, die kühlere Klimate bevorzugen. Die Geröllhalden sind besonders nährstoffreich und bieten Standorte für Pflanzen, die als kalkliebende Pflanzen sonst im Osten Connecticuts selten sind. Die Ridges sind daher Standort für eine ganze Anzahl von Pflanzen, die in ganz Connecticut oder den gesamten USA selten sind.
Außerdem sind die Hanging Hills auch eine wichtige Landmarke für Raubvögel auf dem Vogelzug.

## Landschaftsschutz
Ein großer Teil der Hanging Hills ist in Parkland umgewandelt worden, dient als Wasserspeicher für die umliegenden Gemeinden oder steht unter Naturschutz. Privateigentümer sind ebenfalls im Besitz großer Areale, vor allem im Ost- und Nordteil des Gebiets. Im Jahr 2000 wurden die Hanging Hills einbezogen in eine Studie des National Park Service, die Empfehlungen für die Anlage eines neuen National Scenic Trail (New England National Scenic Trail) entwickeln sollte. Dieser Wanderweg sollte den Metacomet-Monadnock Trail in Massachusetts mit dem Mattabesett Trail und dem Metacomet Trail in Connecticut verbinden.
Mehrere regionale und lokale gemeinnützige Organisationen beteiligen sich am Schutz von Landschaft und Ökosystemen der Hanging Hills, allen voran die Connecticut Forest and Park Association, der Meriden Land Trust, und der Berlin Land Trust.

## Freizeitmöglichkeiten
Die Hanging Hills sind ein beliebtes Naherholungsziel. Hubbard Park zeigt einen Bandshell and Flower Garden und ist Veranstaltungsort verschiedener Festivals und Konzerte, vor allem während des Daffodil Festival im Frühling. Ein Weg vom Park aus führt zum Castle Craig Tower. Weitere Wanderwege, unter anderem der 51 mi (80 km) lange „blue-blazed“ Metacomet Trail durchziehen das Gebiet. Es gibt neben Wanderwegen Möglichkeiten zum Cross-Country-Skifahren und Schneeschuhlaufen; die Wege sind frei zum Radfahren und an den Abhängen, vor allem an Cathole Mountain in Hubbard Park kann man klettern. Schwimmen ist allerdings verboten. Von den Gipfeln der Berge gibt es viele verschiedene Aussichtspunkte mit Blick über die Quinnipiac River Valley Region, den Long Island Sound und weitere höhere Gipfel des südlichen Neuengland.

## The Black Dog of the Hanging Hills

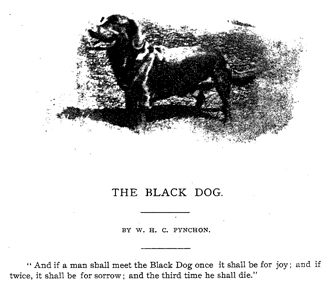
Der Black Dog von den Hanging Hills.

Der Black Dog of the Hanging Hills (Der Schwarze Hund von den Hanging Hills) ist ein legendärer Geisterhund (hound) der in örtlichen Legenden vorkommt. Die Folklore überliefert, dass er seit dem frühen 19. Jahrhundert in der Region spukt und, dass er als kleiner schwarzer Hund erscheint, oft als freundlicher Begleiter, der keine Fährten hinterlässt und auch keinen Laut von sich gibt. Die Legende sagt, dass es ein gutes Omen ist, den Hund das erste Mal zu sehen, während ein zweites Erscheinen eine Warnung bedeute. Eine dritte Begegnung sei dagegen ein Todes-Omen. Wenigstens sechs Tode werden mit Erscheinungen des Black Dog in Verbindung gebracht.
Einer der ersten Berichte wurde in der Connecticut Quarterly (April–Juni 1898) vom New Yorker Geologen W. H. C. Pynchon veröffentlicht. Laut Pynchon erschien der Hund im Februar 1891, als er und sein Kollege Herbert Marshall vom United States Geological Survey geologische Untersuchungen in den Hanging Hills anstellten. Pynchon hatte den Hund schon vorher einmal gesehen. Marshall, der den Hund schon zweimal gesehen hatte, machte sich über die Legende lustig. Kurz nachdem die beiden den Hund gesehen hatten, rutschte Marshall jedoch auf einer Eisplatte auf der Kante der Klippe ab und stürzte zu Tode. Sichtungen des Black Dog werden bis heute gemeldet.